# Periplazmatický prostor

Schéma gramnegativní bakterie. 1 - kapsula, 2 - vnější membrána, 3 - periplazmatický prostor, 4 - vnitřní membrána, 5-8 - komponenty v cytoplazmě

Periplazmatický prostor je periplazmou vyplněný prostor mezi vnitřní cytoplazmatickou membránou a vnější membránou u gramnegativních bakterií. U grampozitivních druhů může být také pozorován jako mezera mezi plazmatickou membránou a peptidoglykanovou buněčnou stěnou. Značný periplazmatický prostor je možné najít i u archea rodu Ignicoccus, kde je navíc v periplazmě množství váčků.

## Srovnání G- a G+ periplazmatických prostorů
Periplazmatický prostor je u gramnegativních bakterií mnohem širší. Může obsahovat řídkou peptidoglykanovou síť a může představovat až 40% celkového objemu buňky. V periplazmě probíhají rozličné biochemické děje, jako je získávání živin, syntéza peptidoglykanu, transport elektronů a zneškodňování toxických sloučenin. Periplazmatický prostor obsahuje mnohé enzymy, které způsobují rezistenci na antibiotika (beta-laktamázy, atp.).
Grampozitivní bakterie nemají tak velký periplazmatický prostor. Proto mnohé enzymy a jiné látky musí vylučovat ven z buňky do okolního prostředí (exoenzymy), na rozdíl od gramnegativních druhů, kde mnoho z těchto látek zůstávají uvnitř.